# Miguel Muñoz Fernández
Miguel Muñoz Fernández (Madrid, 22 novembre 1996) è un calciatore spagnolo, difensore del Botoșani.

## Carriera

### Club
Il 1° luglio 2021 viene acquistato a titolo definitivo dalla squadra polacca del Piast Gliwice.

## Statistiche

### Presenze e reti nei club
Statistiche aggiornate al 18 maggio 2025.
| Stagione             | Squadra              | Campionato           | Campionato | Campionato | Coppe nazionali | Coppe nazionali | Coppe nazionali | Coppe continentali | Coppe continentali | Coppe continentali | Altre coppe | Altre coppe | Altre coppe | Totale | Totale |
| Stagione             | Squadra              | Comp                 | Pres       | Reti       | Comp            | Pres            | Reti            | Comp               | Pres               | Reti               | Comp        | Pres        | Reti        | Pres   | Reti   |
| -------------------- | -------------------- | -------------------- | ---------- | ---------- | --------------- | --------------- | --------------- | ------------------ | ------------------ | ------------------ | ----------- | ----------- | ----------- | ------ | ------ |
| 2017-2018            | S.S. Reyes           | SDB                  | 19         | 0          | CR              | 0               | 0               | -                  | -                  | -                  | -           | -           | -           | 19     | 0      |
| 2018-2019            | Unión Adarve         | SDB                  | 30         | 2          | CR              | 0               | 0               | -                  | -                  | -                  | -           | -           | -           | 30     | 2      |
| 2019-2020            | S.S. Reyes           | SDB                  | 9          | 0          | CR              | 1               | 0               | -                  | -                  | -                  | -           | -           | -           | 10     | 0      |
| Totale S.S. Reyes    | Totale S.S. Reyes    | Totale S.S. Reyes    | 28         | 0          |                 | 1               | 0               |                    | -                  | -                  |             | -           | -           | 29     | 0      |
| 2020-2021            | Real Murcia          | SDB                  | 21         | 0          | CR              | 0               | 0               | -                  | -                  | -                  | -           | -           | -           | 21     | 0      |
| 2021-2022            | Piast Gliwice        | EK                   | 3          | 0          | CP              | 2               | 0               | -                  | -                  | -                  | -           | -           | -           | 5      | 0      |
| 2022-2023            | Piast Gliwice        | EK                   | 6          | 0          | CP              | 2               | 0               | -                  | -                  | -                  | -           | -           | -           | 8      | 0      |
| 2023-2024            | Piast Gliwice        | EK                   | 9          | 0          | CP              | 1               | 0               | -                  | -                  | -                  | -           | -           | -           | 10     | 0      |
| 2024-2025            | Piast Gliwice        | EK                   | 17         | 0          | CP              | 4               | 1               | -                  | -                  | -                  | -           | -           | -           | 21     | 1      |
| Totale Piast Gliwice | Totale Piast Gliwice | Totale Piast Gliwice | 35         | 0          |                 | 9               | 1               |                    | -                  | -                  |             | -           | -           | 44     | 1      |
| 2025-2026            | Botoșani             | L1                   | 0          | 0          | CR              | 0               | 0               | -                  | -                  | -                  | -           | -           | -           | 0      | 0      |
| Totale carriera      | Totale carriera      | Totale carriera      | 114        | 2          |                 | 10              | 1               |                    | -                  | -                  |             | -           | -           | 124    | 3      |